# لي ديكسون (ممثل)
لي ديكسون (بالإنجليزية: Lee Dixon)‏ هو ممثل أمريكي، ولد في 22 يناير 1914 في الولايات المتحدة، وتوفي في 8 يناير 1953 بنيويورك في الولايات المتحدة.

## وصلات خارجية
- لي ديكسون على موقع IMDb (الإنجليزية)
- لي ديكسون على موقع ميوزك برينز (الإنجليزية)
- لي ديكسون على موقع قاعدة بيانات برودواي على الإنترنت (الإنجليزية)
- لي ديكسون على موقع إن إن دي بي (الإنجليزية)
- لي ديكسون على موقع قاعدة بيانات الفيلم (الإنجليزية)